# Bonleu
Bonleu is een bestuurslaag in het regentschap Timor Tengah Selatan van de provincie Oost-Nusa Tenggara, Indonesië. Bonleu telt 2515 inwoners (volkstelling 2010).